# Bức thư những người đoạt giải Nobel ủng hộ Ukraina 2022
Vào ngày 1 tháng 3 năm 2022, một bức thư ngỏ từ một nhóm những người đoạt giải Nobel đã được xuất bản để ủng hộ Ukraina, trong cuộc tấn công Ukraina năm 2022 của Nga. Bức thư được xuất bản đồng thời bằng tiếng Anh, Nga và Ukraina. Hơn 200 người đoạt giải Nobel đã ký vào bức thư.

## Tổng quan
Mở đầu bức thư, những người đoạt giải Nobel ký tên bày tỏ sự ủng hộ đối với nền độc lập của nhân dân Ukraina và tự do của nhà nước Ukraina trước sự tấn công của Nga. Bức thư công bố trực tuyến vào ngày 2 tháng 3, sau khi được chuyển đến những người đoạt giải Nobel vào ngày hôm trước. Trong bức thư, có một lời kêu gọi quân đội Nga rút khỏi Ukraina, cùng những lời chỉ trích về những hành động tàn bạo phi lý của cuộc tấn công và đã vi phạm Hiến chương Liên Hợp Quốc. Bức thư cũng bao gồm quan điểm phân biệt giữa các hành động và quan điểm của Tổng thống Nga Vladimir Putin, đã ra lệnh tấn công và công chúng Nga; bức thư nói rằng không tin người Nga có liên quan hoặc chịu trách nhiệm cho cuộc tấn công.
Ngoài bức thư, một số tuyên bố riêng lẻ của các nhân vật nổi tiếng đã được đăng trên cùng một trang web lưu trữ bức thư. Tất cả bao gồm các tuyên bố cá nhân từ các cựu Tổng thống Hoa Kỳ Jimmy Carter, Barack Obama, và Tenzin Gyatso.
Bức thư do người đoạt giải Nobel Roald Hoffmann soạn thảo. Gia đình của Hoffmann, đều người là người Do Thái, đã bị người Ukraine ẩn náu khỏi Đức Quốc xã trong mười tám tháng, từ tháng 1 năm 1943 đến tháng 6 năm 1944. Ông đã dành một năm ở Nga trong thời gian học trung học. Ông đã gửi bản thảo cho đồng nghiệp đoạt giải Nobel Richard J. Roberts. Roberts duy trì một trang web, nlcampaigns.org, nơi các vấn đề mà người đoạt giải quan tâm được công bố rộng rãi. Thông qua trang web, ông đã chia sẻ bức thư và nhận được chữ ký.

## Danh sách
Đây là danh sách những người đã ký vào bức thư, kể từ ngày 1 tháng 4 năm 2022.
| Tên                         | Quốc tịch            | Năm đoạt giải | Lĩnh vực    |
| --------------------------- | -------------------- | ------------- | ----------- |
| Peter Agre                  | Hoa Kỳ               | 2003          | Hóa học     |
| James P. Allison            | Hoa Kỳ               | 2018          | Y học       |
| Harvey J. Alter             | Hoa Kỳ               | 2020          | Y học       |
| Hiroshi Amano               | Nhật Bản             | 2014          | Vật lý học  |
| Werner Arber                | Thụy Sĩ              | 1978          | Y học       |
| Óscar Arias                 | Costa Rica           | 1987          | Hòa bình    |
| Frances Arnold              | Hoa Kỳ               | 2018          | Hóa học     |
| Richard Axel                | Hoa Kỳ               | 2004          | Y học       |
| David Baltimore             | Hoa Kỳ               | 1975          | Y học       |
| Barry Barish                | Hoa Kỳ               | 2017          | Vật lý học  |
| Georg Bednorz               | Đức                  | 1987          | Vật lý học  |
| Carlos Filipe Ximenes Belo  | Đông Timor           | 1996          | Hòa bình    |
| Paul Berg                   | Hoa Kỳ               | 1980          | Hóa học     |
| Bruce Beutler               | Hoa Kỳ               | 2011          | Y học       |
| Elizabeth Blackburn         | Úc / Hoa Kỳ          | 2009          | Y học       |
| Michael Stuart Brown        | Hoa Kỳ               | 1985          | Y học       |
| Linda B. Buck               | Hoa Kỳ               | 2004          | Y học       |
| William C. Campbell         | Ireland / Hoa Kỳ     | 2015          | Y học       |
| Mario Capecchi              | Ý / Hoa Kỳ           | 2007          | Y học       |
| Jimmy Carter                | Hoa Kỳ               | 2002          | Hòa bình    |
| Thomas Cech                 | Hoa Kỳ               | 1989          | Hóa học     |
| Martin Chalfie              | Hoa Kỳ               | 2008          | Hóa học     |
| Emmanuelle Charpentier      | Pháp                 | 2020          | Hóa học     |
| Steven Chu                  | Hoa Kỳ               | 1997          | Vật lý học  |
| Aaron Ciechanover           | Israel               | 2004          | Hóa học     |
| J. M. Coetzee               | South Africa / Úc    | 2003          | Văn học     |
| Elias James Corey           | Hoa Kỳ               | 1990          | Hóa học     |
| Robert Curl                 | Hoa Kỳ               | 1996          | Hóa học     |
| Angus Deaton                | Anh Quốc             | 2015          | Kinh tế học |
| Johann Deisenhofer          | Đức                  | 1988          | Hóa học     |
| Jennifer Doudna             | Hoa Kỳ               | 2020          | Hóa học     |
| Jacques Dubochet            | Thụy Sĩ              | 2017          | Hóa học     |
| Shirin Ebadi                | Iran                 | 2003          | Hòa bình    |
| Robert F. Engle             | Hoa Kỳ               | 2003          | Kinh tế học |
| Gerhard Ertl                | Đức                  | 2007          | Chemistry   |
| Eugene Fama                 | Hoa Kỳ               | 2013          | Economics   |
| Andrew Fire                 | Hoa Kỳ               | 2006          | Medicine    |
| Joachim Frank               | Đức / Hoa Kỳ         | 2017          | Chemistry   |
| Jerome Isaac Friedman       | Hoa Kỳ               | 1990          | Physics     |
| Leymah Gbowee               | Liberia              | 2011          | Peace       |
| Andre Geim                  | Anh Quốc / Hà Lan    | 2010          | Physics     |
| Reinhard Genzel             | Đức                  | 2020          | Physics     |
| Andrea M. Ghez              | Hoa Kỳ               | 2020          | Physics     |
| Sheldon Glashow             | Hoa Kỳ               | 1979          | Physics     |
| Joseph L. Goldstein         | Hoa Kỳ               | 1985          | Medicine    |
| Carol W. Greider            | Hoa Kỳ               | 2009          | Medicine    |
| David Gross                 | Hoa Kỳ               | 2004          | Physics     |
| Duncan Haldane              | Anh Quốc / Slovenia  | 2016          | Physics     |
| Jeffrey C. Hall             | Hoa Kỳ               | 2017          | Medicine    |
| John L. Hall                | Hoa Kỳ               | 2005          | Physics     |
| Serge Haroche               | Pháp / Morocco       | 2012          | Physics     |
| Oliver Hart                 | Anh Quốc / Hoa Kỳ    | 2016          | Economics   |
| Leland H. Hartwell          | Hoa Kỳ               | 2001          | Medicine    |
| Klaus Hasselmann            | Đức                  | 2021          | Physics     |
| Harald zur Hausen           | Đức                  | 2008          | Medicine    |
| Richard Henderson           | Anh Quốc             | 2017          | Chemistry   |
| Dudley R. Herschbach        | Hoa Kỳ               | 1986          | Chemistry   |
| Avram Hershko               | Hungary / Israel     | 2004          | Chemistry   |
| Roald Hoffmann              | Ba Lan / Hoa Kỳ      | 1981          | Chemistry   |
| Jules A. Hoffmann           | Luxembourg / Pháp    | 2011          | Medicine    |
| Bengt Holmström             | Phần Lan             | 2016          | Economics   |
| Tasuku Honjo                | Nhật Bản             | 2018          | Medicine    |
| Gerard 't Hooft             | Hà Lan               | 1999          | Physics     |
| H. Robert Horvitz           | Hoa Kỳ               | 2002          | Medicine    |
| Michael Houghton            | Anh Quốc             | 2020          | Medicine    |
| Robert Huber                | Đức                  | 1988          | Chemistry   |
| Tim Hunt                    | Anh Quốc             | 2001          | Medicine    |
| Louis Ignarro               | Hoa Kỳ               | 1998          | Medicine    |
| Kazuo Ishiguro              | Anh Quốc / Nhật Bản  | 2017          | Literature  |
| Elfriede Jelinek            | Úc                   | 2004          | Literature  |
| David Julius                | Hoa Kỳ               | 2021          | Medicine    |
| William Kaelin Jr.          | Hoa Kỳ               | 2019          | Medicine    |
| Takaaki Kajita              | Nhật Bản             | 2015          | Physics     |
| Eric Kandel                 | Úc / Hoa Kỳ          | 2000          | Medicine    |
| Tawakkol Karman             | Yemen / Thổ Nhĩ Kỳ   | 2011          | Peace       |
| Wolfgang Ketterle           | Đức / Hoa Kỳ         | 2001          | Physics     |
| Klaus von Klitzing          | Đức                  | 1985          | Physics     |
| Brian Kobilka               | Hoa Kỳ               | 2012          | Chemistry   |
| Roger D. Kornberg           | Hoa Kỳ               | 2006          | Chemistry   |
| J. Michael Kosterlitz       | Anh Quốc / Hoa Kỳ    | 2016          | Physics     |
| Finn E. Kydland             | Na Uy                | 2004          | Economics   |
| The 14th Dalai Lama         | Tây Tạng / Ấn Độ     | 1989          | Peace       |
| Yuan T. Lee                 | Đài Loan             | 1986          | Chemistry   |
| Robert Lefkowitz            | Hoa Kỳ               | 2012          | Chemistry   |
| Anthony James Leggett       | Anh Quốc / Hoa Kỳ    | 2003          | Physics     |
| Jean-Marie Lehn             | Pháp                 | 1987          | Chemistry   |
| Michael Levitt              | Anh Quốc / Nam Phi   | 2013          | Chemistry   |
| Tomas Lindahl               | Anh Quốc / Thụy Điển | 2015          | Chemistry   |
| Benjamin List               | Đức                  | 2021          | Chemistry   |
| Roderick MacKinnon          | Hoa Kỳ               | 2003          | Chemistry   |
| David MacMillan             | Anh Quốc / Hoa Kỳ    | 2021          | Chemistry   |
| Barry Marshall              | Úc                   | 2005          | Medicine    |
| Eric Maskin                 | Hoa Kỳ               | 2007          | Economics   |
| John C. Mather              | Hoa Kỳ               | 2006          | Physics     |
| Michel Mayor                | Thụy Sĩ              | 2019          | Physics     |
| Arthur B. McDonald          | Canada               | 2015          | Physics     |
| Daniel McFadden             | Hoa Kỳ               | 2000          | Economics   |
| Craig Mello                 | Hoa Kỳ               | 2006          | Medicine    |
| Robert C. Merton            | Hoa Kỳ               | 1997          | Economics   |
| Hartmut Michel              | Đức                  | 1988          | Chemistry   |
| Paul Milgrom                | Hoa Kỳ               | 2020          | Economics   |
| Paul L. Modrich             | Hoa Kỳ               | 2015          | Chemistry   |
| William E. Moerner          | Hoa Kỳ               | 2014          | Chemistry   |
| Edvard Moser                | Na Uy                | 2014          | Medicine    |
| May-Britt Moser             | Na Uy                | 2014          | Medicine    |
| Gérard Mourou               | Pháp                 | 2018          | Physics     |
| Herta Müller                | Romania / Đức        | 2009          | Literature  |
| Ferid Murad                 | Hoa Kỳ               | 1998          | Medicine    |
| Roger Myerson               | Hoa Kỳ               | 2007          | Economics   |
| Erwin Neher                 | Đức                  | 1991          | Medicine    |
| Ryoji Noyori                | Nhật Bản             | 2001          | Chemistry   |
| Paul Nurse                  | Anh Quốc             | 2001          | Medicine    |
| Christiane Nüsslein-Volhard | Đức                  | 1995          | Medicine    |
| Barack Obama                | Hoa Kỳ               | 2009          | Peace       |
| John O'Keefe                | Anh Quốc / Hoa Kỳ    | 2014          | Medicine    |
| Yoshinori Ohsumi            | Nhật Bản             | 2016          | Medicine    |
| Orhan Pamuk                 | Thổ Nhĩ Kỳ           | 2006          | Literature  |
| Ardem Patapoutian           | Liban / Hoa Kỳ       | 2021          | Medicine    |
| Jim Peebles                 | Canada / Hoa Kỳ      | 2019          | Physics     |
| Edmund Phelps               | Hoa Kỳ               | 2006          | Economics   |
| William Daniel Phillips     | Hoa Kỳ               | 1997          | Physics     |
| Hugh David Politzer         | Hoa Kỳ               | 2004          | Physics     |
| Stanley B. Prusiner         | Hoa Kỳ               | 1997          | Medicine    |
| Venkatraman Ramakrishnan    | Anh Quốc / Ấn Độ     | 2009          | Chemistry   |
| Peter J. Ratcliffe          | Anh Quốc             | 2019          | Medicine    |
| Maria Ressa                 | Philippines / Hoa Kỳ | 2021          | Peace       |
| Charles M. Rice             | Hoa Kỳ               | 2020          | Medicine    |
| Adam Riess                  | Hoa Kỳ               | 2011          | Physics     |
| Richard J. Roberts          | Anh Quốc             | 1993          | Medicine    |
| Michael Rosbash             | Hoa Kỳ               | 2017          | Medicine    |
| Alvin E. Roth               | Hoa Kỳ               | 2012          | Economics   |
| James Rothman               | Hoa Kỳ               | 2013          | Medicine    |
| Bert Sakmann                | Đức                  | 1991          | Medicine    |
| Juan Manuel Santos          | Colombia             | 2016          | Peace       |
| Kailash Satyarthi           | Ấn Độ                | 2014          | Peace       |
| Jean-Pierre Sauvage         | Pháp                 | 2016          | Chemistry   |
| Randy Schekman              | Hoa Kỳ               | 2013          | Medicine    |
| Brian Schmidt               | Hoa Kỳ / Úc          | 2011          | Physics     |
| Gregg L. Semenza            | Hoa Kỳ               | 2019          | Medicine    |
| Phillip Allen Sharp         | Hoa Kỳ               | 1993          | Medicine    |
| Karl Barry Sharpless        | Hoa Kỳ               | 2001          | Chemistry   |
| Dan Shechtman               | Israel               | 2011          | Chemistry   |
| Robert J. Shiller           | Hoa Kỳ               | 2013          | Economics   |
| Hideki Shirakawa            | Nhật Bản             | 2000          | Chemistry   |
| Hamilton O. Smith           | Hoa Kỳ               | 1978          | Medicine    |
| Wole Soyinka                | Nigeria              | 1986          | Literature  |
| Fraser Stoddart             | Anh Quốc / Hoa Kỳ    | 2016          | Chemistry   |
| Horst Ludwig Störmer        | Đức / Hoa Kỳ         | 1998          | Physics     |
| Donna Strickland            | Canada               | 2018          | Physics     |
| Jack W. Szostak             | Anh Quốc / Canada    | 2009          | Medicine    |
| Joseph Hooton Taylor Jr.    | Hoa Kỳ               | 1993          | Physics     |
| Kip Thorne                  | Hoa Kỳ               | 2017          | Physics     |
| Susumu Tonegawa             | Nhật Bản             | 1987          | Medicine    |
| Daniel C. Tsui              | Trung Quốc / Hoa Kỳ  | 1998          | Physics     |
| Harold E. Varmus            | Hoa Kỳ               | 1989          | Medicine    |
| John E. Walker              | Anh Quốc             | 1997          | Chemistry   |
| Arieh Warshel               | Israel / Hoa Kỳ      | 2013          | Chemistry   |
| Rainer Weiss                | Đức / Hoa Kỳ         | 2017          | Physics     |
| M. Stanley Whittingham      | Anh Quốc / Hoa Kỳ    | 2019          | Chemistry   |
| Eric F. Wieschaus           | Hoa Kỳ               | 1995          | Medicine    |
| Torsten Wiesel              | Thụy Điển            | 1981          | Medicine    |
| Frank Wilczek               | Hoa Kỳ               | 2004          | Physics     |
| Jody Williams               | Hoa Kỳ               | 1997          | Peace       |
| David J. Wineland           | Hoa Kỳ               | 2012          | Physics     |
| Kurt Wüthrich               | Thụy Sĩ              | 2002          | Chemistry   |
| Shinya Yamanaka             | Nhật Bản             | 2012          | Medicine    |
| Michael W. Young            | Hoa Kỳ               | 2017          | Medicine    |